# Cryphia ochsi
Cryphia ochsi is een vlinder uit de familie uilen (Noctuidae). De wetenschappelijke naam is voor het eerst geldig gepubliceerd in 1940 door Boursin.
De soort komt voor in Europa.